# Voetbal Vereniging Sint Bavo
Voetbal Vereniging Sint Bavo (VVSB) é um clube holandês de futebol de Noordwijkerhout, Holanda do Sul, nos Países Baixos. 
Foi fundado em 26 de outubro de 1931 e tem disputado exclusivamente campeonatos a nível amador em toda a sua história. A equipe fazia parte da liga Hoofdklasse na temporada 2009-10, terminando-a em quinto lugar no grupo A de domingo, e depois ganhou a promoção para a recém-criada Topklasse para a temporada inaugural 2010-11 através de playoffs.